# Saint-Clair (album)
Albums de Benjamin Biolay
Grand Prix
(2020)
Saint-Clair est le dixième album studio de Benjamin Biolay, sorti le 9 septembre 2022 chez Polydor.

## Liste des titres
| No  | Titre                                                            | Durée |
| --- | ---------------------------------------------------------------- | ----- |
| 1.  | Calidum co, frigidum caput                                       | 0:30  |
| 2.  | Les joues roses                                                  | 4:06  |
| 3.  | Rends l'amour !                                                  | 3:30  |
| 4.  | Les lumières de la ville                                         | 3:44  |
| 5.  | (Un) Ravel                                                       | 4:45  |
| 6.  | De la beauté là où il n'y en a plus                              | 3:31  |
| 7.  | Santa Clara (septembre un jeudi soir) (en duo avec Clara Luciani | 4:39  |
| 8.  | Sainte-Rita                                                      | 2:57  |
| 9.  | Petit chat                                                       | 3:57  |
| 10. | Pieds nus sur le sable                                           | 3:38  |
| 11. | Saint-Germain                                                    | 4:12  |
| 12. | Numéros magiques                                                 | 4:41  |
| 13. | Pourtant                                                         | 4:03  |
| 14. | Mort de joie (avec Nathy Cabrera)                                | 2:59  |
| 15. | Forever                                                          | 3:03  |
| 16. | La traversée                                                     | 4:40  |
| 17. | Saint-Clair                                                      | 5:29  |